# Институт истории и археологии УрО РАН
Институ́т исто́рии и археоло́гии УрО РАН — научно-исследовательский институт Уральского отделения Российской академии наук. Находится в Российской Федерации, в городе Екатеринбурге. До ноября 2013 года располагался в архитектурном памятнике Усадьба Железнова.

## Директора института
Директорами института были академик В. В. Алексеев (1988—2013) и д.и.н. Е. Т. Артёмов (2013—2017). В настоящее время директором института является член-корреспондент РАН И. В. Побережников.

Директора Института
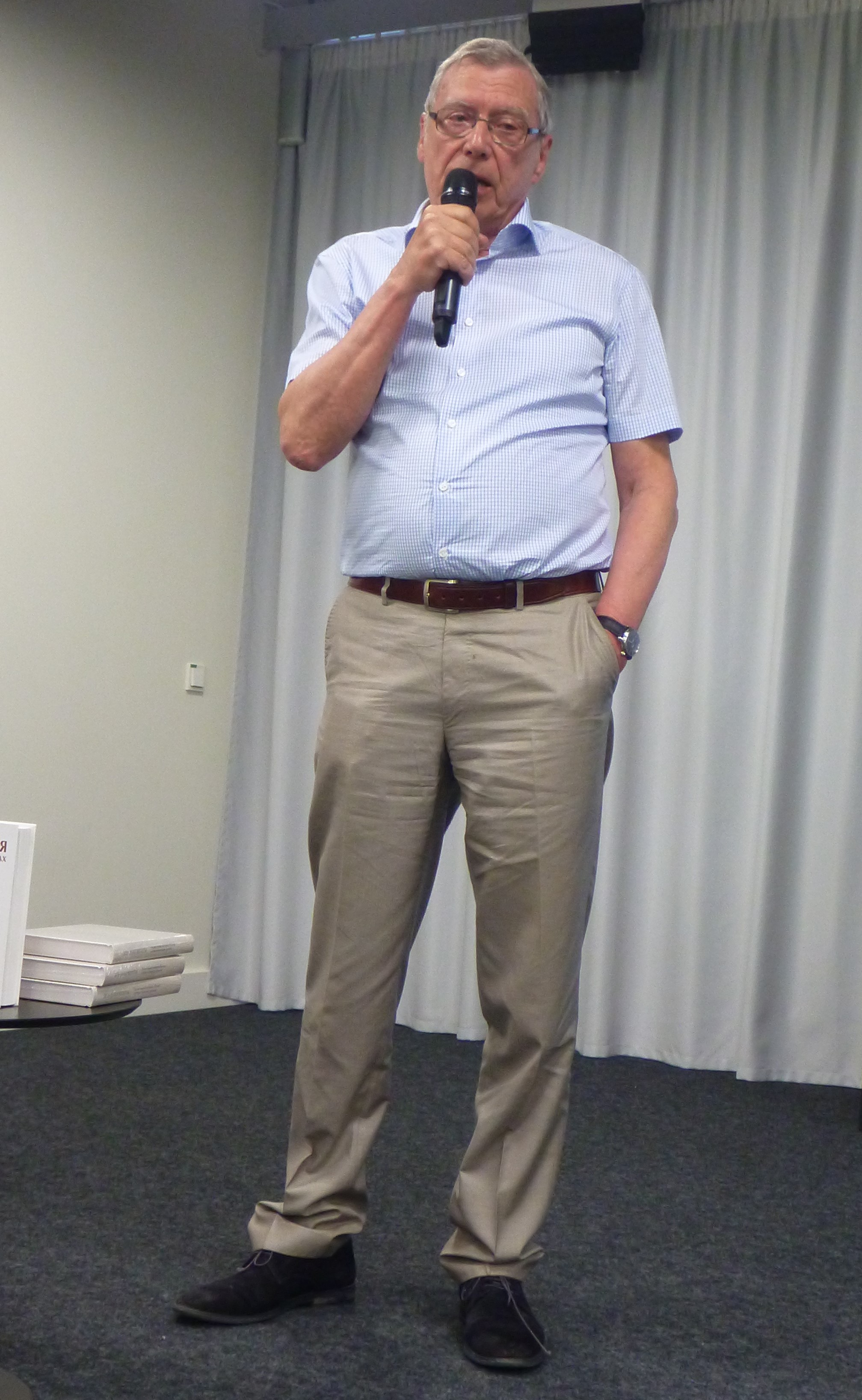
Евгений Артёмов
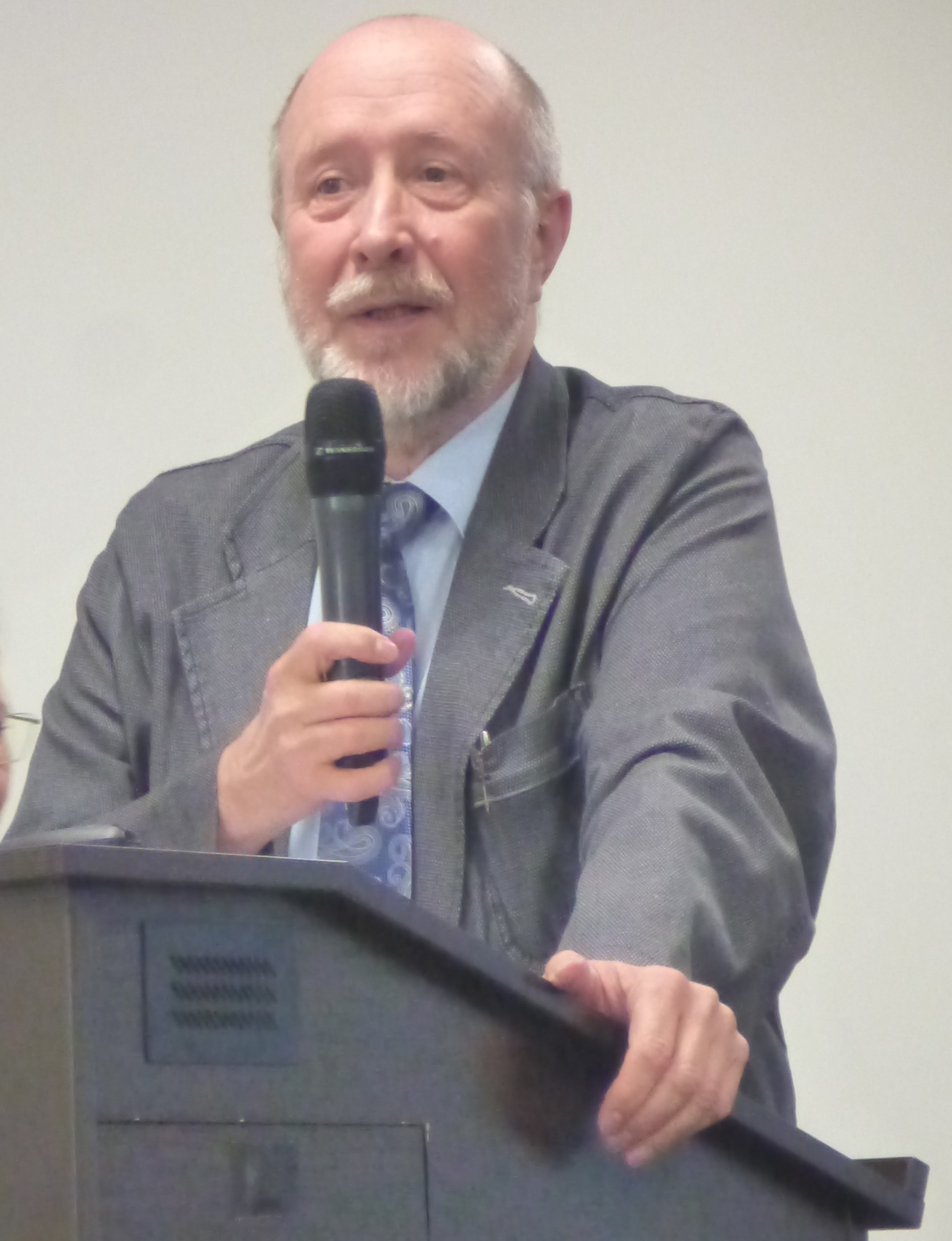
Игорь Побережников

## Основные научные направления
- Теоретическая и конкретно-историческая реконструкция механизмов функционирования и трансформаций геоэкономических, институционально-политических, социокультурных структур в общероссийском и региональном контекстах;
- Разработка теоретических и методических аспектов археологических исследований, изучение культурно-исторических и социальных процессов в древности и средневековье, изучение и сохранение археологического и культурно-исторического наследия народов Евразии;
- Разработка теоретических и методических аспектов этнологических исследований, реконструкция этнокультурного развития Урала в евразийском и глобальном контексте, изучение межэтнических отношений и актуализация этнокультурного наследия;
- История русской литературы: общенациональные процессы и региональные особенности.